# Blue Hawaii (canción)

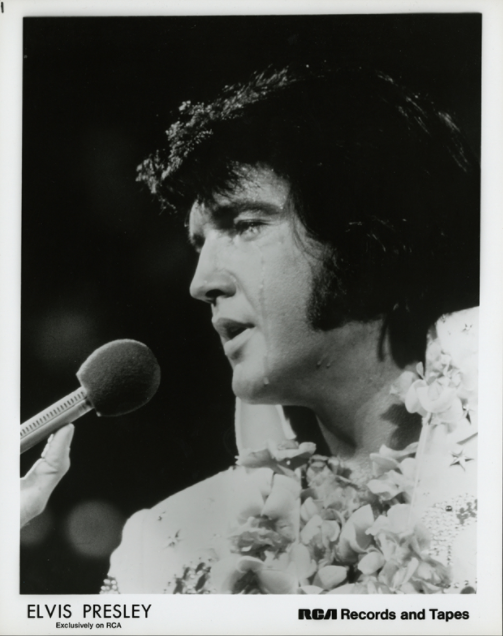
Elvis en su concierto Aloha from Hawaii

"Blue Hawaii" (Lit. "Hawaii azul") es una canción popular escrita por Leo Robin y Ralph Rainger para la película Waikiki Wedding de 1937 de Paramount Pictures, protagonizada por Bing Crosby y Shirley Ross. Crosby grabó una versión con el respaldo de Lani McIntyre and His Hawaiians, que se lanzó en 1937 como cara B de "Sweet Leilani".  Este alcanzó el puesto número 5 en las listas del día durante una estadía de 13 semanas 
Posteriormente, la canción recibió numerosas versiones, con mayor éxito como tema principal de la película de Elvis Presley de 1961, cuya banda sonora se mantuvo en el puesto número 1 de la lista de álbumes durante veinte semanas consecutivas.

## Versión de Elvis Presley
Elvis grabó al menos dos versiones conocidas de la canción Blue Hawaii. Una de ellas para la película con título homónimo de 1961 que contaba con instrumentación típica de la música hawaiiana como las percusiones, ukeleles y arreglos de guitarra de acero con pedal, Luego Elvis grabaría el tema el 14 de enero de 1973 tras su concierto en Hawaii transmitido a varios países del mundo y conocido como Aloha from Hawaii. 
En los Estados Unidos se decidió emitir un especial televisivo de dicho concierto a través de la cadena NBC, algunos meses después en abril del mismo año. Para tal evento el programa contó con una edición de 90 minutos de duración que incluía además del concierto en sí, canciones grabadas por Elvis que servían como separadores del concierto grabado y transmitido vía satélite previamente a varios países de Asia y Europa. Entre esas canciones se encontraba Blue Hawaii, cuya nueva versión era más acústica y no contaba con instrumentación típica de la música de las islas. Esta nueva interpretación de Blue Hawaii se compiló en un álbum titulado Mahalo from Elvis y luego en la reedición del álbum Aloha from Hawaii en 1998.

## Otras grabaciones
Además de Bing Crosby y Elvis Presley, otros artistas que grabaron el tema fueron:
- Al Bowlly – (1937)
- Patti Page – Pagina 3 – A Collection of Her Most Famous Songs (1957 álbum) [3]
- Billy Vaughn – Dot Records 45-15879 (1958): This recording peaked at No.37 on the US Hot 100.[4]
- Frank Sinatra – Come Fly with Me (1958)
- Andy Williams – Two Time Winners (1959) y To You Sweetheart, Aloha (1959)
- George Greeley – Warner Bros. Records WS-1366 (1960)
- Jane Morgan – Jane Morgan Sings More Golden Hits Kapp Records KL-1275 (1961)
- Pat Boone con Shirley Boone – I Love You Truly (1962)
- Willie Nelson – Honeymoon in Vegas (1992)
- Suburban Rhythm – Suburban Rhythm (1997)
- David Byrne – Big Love: Hymnal (2008)

## En la cultura popular
La canción en la versión de Elvis Presley fue incorporada a la banda sonora de la película animada original de Lilo & Stitch en 2002 junto a otras canciones de Presley. En la trama, el personaje de Lilo ha demostrado ser una ferviente admiradora de Elvis.